# Selección femenina de fútbol de Gambia
La selección femenina de fútbol de Gambia representa a Gambia en una competencia internacional de fútbol. A diciembre de 2019, el equipo solo ha competido en una competencia internacional importante, intentando clasificarse para la Copa de Naciones de África 2018. Gambia tiene dos equipos juveniles, un equipo menor de 17 años que compitió en las eliminatorias de la Copa Mundial Femenina Sub-17 de la FIFA, y un equipo menor de 19 años que se retiró de las eliminatorias regionales para una Copa Mundial Sub-20. El desarrollo de un equipo nacional enfrenta desafíos similares a los de África, aunque la asociación nacional de fútbol tiene cuatro miembros del personal que se centran en el fútbol femenino.

## El equipo
En 1985, pocos países tenían equipos nacionales de fútbol femenino. Si bien el deporte ganó popularidad en todo el mundo en las últimas décadas, el equipo nacional de Gambia solo jugó su primer juego en 2007. Ese juego no fue reconocido por la FIFA.
La primera aparición del equipo nacional senior de Gambia en un evento importante ocurrió en abril de 2018 cuando perdieron un resultado de 1-2 en Burkina Faso en la primera ronda de clasificación para la Copa de Naciones de África 2018. En la segunda etapa del partido, Gambia produjo su propia victoria por 2-1. Como los resultados de ambas piernas fueron idénticos, se requirió un lanzamiento de penalti para determinar qué escuadrón avanzaría. Gambia convirtió los cinco penaltis y avanzó a la segunda ronda de clasificación. Gambia atrajo a la defensora de la campeona de la Copa de Naciones Nigeria como su oponente de la segunda ronda. No lograron anotar contra los Super Falcons, y fueron eliminados del torneo con una línea agregada de 0–7.
El país no tuvo un equipo nacional juvenil reconocido por la FIFA hasta 2012, cuando el equipo femenino sub-17 de Gambia compitió en los clasificatorios de la Confederación Africana de Fútbol para la Copa Mundial Sub-17 de la FIFA, que se celebrará en Azerbaiyán en septiembre de 2012. Gambia desplegó Un equipo sub-17 de 24 jugadores, reducido de un grupo inicial de 49 mujeres jóvenes. Dos chicas de la Aldea Infantil SOS Bakoteh fueron elegidas como miembros del equipo. Gambia jugó por primera vez con Sierra Leona en un par de partidos clasificatorios para el torneo. Gambia ganó el primer partido 3-0 en Banjul, la capital de Gambia. El partido de regreso se retrasó 24 horas y se jugó en Makeni. Gambia venció a Sierra Leona 4-3 para calificar para la ronda final. Gambia luego venció a Túnez 1–0 en casa y ganó 2–1 en Túnez. Adama Tamba y Awa Demba marcaron los goles de Gambia. El único gol de Túnez era un gol propio de Gambia. La victoria calificó a Gambia para la Copa Mundial de Azerbaiyán 2012.
Gambia también tiene un equipo sub-19 que jugaría en el Campeonato Africano Femenino Sub-19 en 2002. El primer partido de ese equipo gambiano fue contra Marruecos, pero el equipo se retiró de la competencia.

## Antecedentes y desarrollo
El desarrollo del fútbol femenino en África enfrenta varios desafíos, incluido el acceso limitado a la educación, la pobreza entre las mujeres, las desigualdades y los abusos de los derechos humanos contra las mujeres. La financiación es otro problema que afecta el juego en África, donde la mayor parte de la asistencia financiera proviene de la FIFA y no de las asociaciones nacionales de fútbol. Otro desafío es la retención de jugadores de fútbol. Muchas mujeres futbolistas abandonan el continente para buscar mayores oportunidades en Europa o Estados Unidos.
La asociación nacional de fútbol de Gambia se fundó en 1952 y se afilió a la FIFA en 1968. El fútbol es el deporte femenino más popular en el país, y se jugó por primera vez en un sistema organizado en 1998.  Un nacional La competencia se lanzó en 2007, el mismo año en que la FIFA comenzó un curso educativo sobre fútbol para mujeres. La competencia estuvo activa tanto a nivel nacional como escolar en 2009. Hay cuatro empleados dedicados al fútbol femenino en la Asociación de Fútbol de Gambia , y la carta de la asociación exige la representación de las mujeres en el tablero.

## Muerte de Fatim Jawara
En septiembre de 2016, Fatim Jawara, una jugadora de la selección nacional, abandonó su tierra natal, Serrekunda, en Gambia, y cruzó el desierto del Sahara hasta Libia. En noviembre de 2016, viajó con otros en dos barcos a través del mar Mediterráneo, en dirección a la isla italiana de Lampedusa.  Debido a una tormenta severa, sus barcos se hundieron y Jawara se ahogó. Ella tenía 19 años. Su ausencia se notó por primera vez cuando el equipo nacional debía jugar contra Casa Sports FC de Senegal como parte de un festival para celebrar el fútbol femenino. Jawara trató de pasar de contrabando a Europa, intentando cruzar el mar Mediterráneo en barco a Italia.  Ella viajó primero a Libia, antes de abordar el barco.  Varios días después del intento, el agente contactó a su familia para informarles que su bote se había volcado y que se había ahogado.

### Reacciones a su muerte
- Lamin Kaba Bajo, presidente de la Federación de Fútbol de Gambia , dijo que "estamos de duelo en este momento, ya que es una gran pérdida para el equipo nacional de fútbol y la nación".[18]

## Estadísticas

### Copa Mundial Femenina de Fútbol
| Edición | Resultado               | Posición                | PJ                      | PG                      | PE                      | PP                      | GF                      | GC                      |
| ------- | ----------------------- | ----------------------- | ----------------------- | ----------------------- | ----------------------- | ----------------------- | ----------------------- | ----------------------- |
| 1991    | No existía la selección | No existía la selección | No existía la selección | No existía la selección | No existía la selección | No existía la selección | No existía la selección | No existía la selección |
| 1995    | No existía la selección | No existía la selección | No existía la selección | No existía la selección | No existía la selección | No existía la selección | No existía la selección | No existía la selección |
| 1999    | No existía la selección | No existía la selección | No existía la selección | No existía la selección | No existía la selección | No existía la selección | No existía la selección | No existía la selección |
| 2003    | No existía la selección | No existía la selección | No existía la selección | No existía la selección | No existía la selección | No existía la selección | No existía la selección | No existía la selección |
| 2007    | No existía la selección | No existía la selección | No existía la selección | No existía la selección | No existía la selección | No existía la selección | No existía la selección | No existía la selección |
| 2011    | No existía la selección | No existía la selección | No existía la selección | No existía la selección | No existía la selección | No existía la selección | No existía la selección | No existía la selección |
| 2015    | No existía la selección | No existía la selección | No existía la selección | No existía la selección | No existía la selección | No existía la selección | No existía la selección | No existía la selección |
| 2019    | No participó            | No participó            | No participó            | No participó            | No participó            | No participó            | No participó            | No participó            |
| 2023    | No participó            | No participó            | No participó            | No participó            | No participó            | No participó            | No participó            | No participó            |
| 2027    | Por disputarse          | Por disputarse          | Por disputarse          | Por disputarse          | Por disputarse          | Por disputarse          | Por disputarse          | Por disputarse          |
| Total   | 0/9                     | -                       | -                       | -                       | -                       | -                       | -                       | -                       |

### Copa Femenina Africana de Naciones
| Edición | Resultado                                  | Posición                                   | PJ                                         | PG                                         | PE                                         | PP                                         | GF                                         | GC                                         |
| ------- | ------------------------------------------ | ------------------------------------------ | ------------------------------------------ | ------------------------------------------ | ------------------------------------------ | ------------------------------------------ | ------------------------------------------ | ------------------------------------------ |
| 1991    | No existía la selección                    | No existía la selección                    | No existía la selección                    | No existía la selección                    | No existía la selección                    | No existía la selección                    | No existía la selección                    | No existía la selección                    |
| 1995    | No existía la selección                    | No existía la selección                    | No existía la selección                    | No existía la selección                    | No existía la selección                    | No existía la selección                    | No existía la selección                    | No existía la selección                    |
| 1998    | No existía la selección                    | No existía la selección                    | No existía la selección                    | No existía la selección                    | No existía la selección                    | No existía la selección                    | No existía la selección                    | No existía la selección                    |
| 2000    | No existía la selección                    | No existía la selección                    | No existía la selección                    | No existía la selección                    | No existía la selección                    | No existía la selección                    | No existía la selección                    | No existía la selección                    |
| 2002    | No existía la selección                    | No existía la selección                    | No existía la selección                    | No existía la selección                    | No existía la selección                    | No existía la selección                    | No existía la selección                    | No existía la selección                    |
| 2004    | No existía la selección                    | No existía la selección                    | No existía la selección                    | No existía la selección                    | No existía la selección                    | No existía la selección                    | No existía la selección                    | No existía la selección                    |
| 2006    | No existía la selección                    | No existía la selección                    | No existía la selección                    | No existía la selección                    | No existía la selección                    | No existía la selección                    | No existía la selección                    | No existía la selección                    |
| 2008    | No existía la selección                    | No existía la selección                    | No existía la selección                    | No existía la selección                    | No existía la selección                    | No existía la selección                    | No existía la selección                    | No existía la selección                    |
| 2010    | No existía la selección                    | No existía la selección                    | No existía la selección                    | No existía la selección                    | No existía la selección                    | No existía la selección                    | No existía la selección                    | No existía la selección                    |
| 2012    | No existía la selección                    | No existía la selección                    | No existía la selección                    | No existía la selección                    | No existía la selección                    | No existía la selección                    | No existía la selección                    | No existía la selección                    |
| 2014    | No existía la selección                    | No existía la selección                    | No existía la selección                    | No existía la selección                    | No existía la selección                    | No existía la selección                    | No existía la selección                    | No existía la selección                    |
| 2016    | No existía la selección                    | No existía la selección                    | No existía la selección                    | No existía la selección                    | No existía la selección                    | No existía la selección                    | No existía la selección                    | No existía la selección                    |
| 2018    | No clasificó                               | No clasificó                               | No clasificó                               | No clasificó                               | No clasificó                               | No clasificó                               | No clasificó                               | No clasificó                               |
| 2020    | Cancelado debido a la pandemia de COVID-19 | Cancelado debido a la pandemia de COVID-19 | Cancelado debido a la pandemia de COVID-19 | Cancelado debido a la pandemia de COVID-19 | Cancelado debido a la pandemia de COVID-19 | Cancelado debido a la pandemia de COVID-19 | Cancelado debido a la pandemia de COVID-19 | Cancelado debido a la pandemia de COVID-19 |
| 2022    | No clasificó                               | No clasificó                               | No clasificó                               | No clasificó                               | No clasificó                               | No clasificó                               | No clasificó                               | No clasificó                               |
| 2024    | No clasificó                               | No clasificó                               | No clasificó                               | No clasificó                               | No clasificó                               | No clasificó                               | No clasificó                               | No clasificó                               |
| Total   | 0/13                                       | -                                          | -                                          | -                                          | -                                          | -                                          | -                                          | -                                          |

## Últimos y próximos encuentros
Actualizado al último partido jugado el 24 de septiembre de 2023
| Fecha      | Ciudad  | Local     | Resultado | Visitante | Competición                       |
| ---------- | ------- | --------- | --------- | --------- | --------------------------------- |
| 18-02-2022 | Yaoundé | Camerún   | 8:0       | Gambia    | Clas. Copa Africana Femenino 2022 |
| 23-02-2022 | Bakau   | Gambia    | 1:2       | Camerún   | Clas. Copa Africana Femenino 2022 |
| 07-04-2022 | Rabat   | Marruecos | 6:1       | Gambia    | Partido amistoso                  |
| 21-09-2023 | Rabat   | Gambia    | 2:3       | Namibia   | Clas. Campeonato Femenino 2024    |
| 24-09-2023 | Rabat   | Namibia   | 2:0       | Gambia    | Clas. Campeonato Femenino 2024    |

## Equipo actual
Equipo para la clasificación para el Campeonato Femenino de la CAF 2018.
| No. | Pos. | Jugadora       | Fecha de nacimiento (edad)         | Apa. | Goles | Club                |
| --- | ---- | -------------- | ---------------------------------- | ---- | ----- | ------------------- |
|     | POR  | Aminata Gaye   | 3 de marzo de 1996 (29 años)       | 0    | 0     | Bandera de Gambia   |
|     | POR  | Mariama Ceesay | 22 de enero de 1998 (27 años)      | 0    | 0     | Bandera de Gambia   |
|     | DEF  | Clarra Gomez   | 6 de junio de 1997 (28 años)       | 0    | 0     | Bandera de Gambia   |
|     | DEF  | Mariama Bojang | 3 de octubre de 1997 (27 años)     | 0    | 0     | Bandera de Gambia   |
|     | DEF  | Amie Jarju     | 15 de septiembre de 1996 (28 años) | 0    | 0     | Bandera de Gambia   |
|     | DEF  | Binta Colley   | 11 de octubre de 1997 (27 años)    | 0    | 0     | Bandera de Gambia   |
|     | DEF  | Ruggy Joof     | 13 de abril de 2001 (24 años)      | 0    | 0     | Bandera de Gambia   |
|     | DEF  | Metta Sanneh   | 10 de febrero de 1993 (32 años)    | 0    | 0     | Bandera de Gambia   |
|     | MED  | Mamie Sylva    | 25 de abril de 1992 (33 años)      | 0    | 0     | Bandera de Gambia   |
|     | MED  | Penda Bah      | 17 de agosto de 1998 (26 años)     | 0    | 0     | Bandera de Gambia   |
|     | MED  | Awa Tamba      | 29 de agosto de 1998 (26 años)     | 0    | 0     | Bandera de Gambia   |
|     | MED  | Awa Jawo       | 21 de febrero de 1997 (28 años)    | 0    | 0     | Bandera de Gambia   |
|     | MED  | Mama Saidy     | 4 de abril de 1996 (29 años)       | 0    | 0     | Bandera de Gambia   |
|     | MED  | Mam Drammeh    | 10 de abril de 2001 (24 años)      | 0    | 0     | Bandera de Gambia   |
|     | MED  | Ajara Samba    | 26 de junio de 1998 (27 años)      | 0    | 0     | Bandera de Gambia   |
|     | MED  | Fanta Jarju    | 11 de abril de 2003 (22 años)      | 0    | 0     | Bandera de Gambia   |
|     | DEL  | Adama Tamba    | 29 de agosto de 1998 (26 años)     | 0    | 0     | Bandera de Gambia   |
|     | DEL  | Isatou Jallow  | 10 de octubre de 1997 (27 años)    | 0    | 0     | F.C. Ramat HaSharon |
|     | DEL  | Aminata Camara | 21 de noviembre de 2002 (22 años)  | 0    | 0     | Bandera de Gambia   |